# Talairan
Talairan település Franciaországban, Aude megyében. Lakosainak száma 436 fő (2022. január 1.). Talairan Albas, Jonquières, Lagrasse, Palairac, Quintillan, Saint-Laurent-de-la-Cabrerisse, Saint-Pierre-des-Champs, Tournissan és Villerouge-Termenès községekkel határos.

## Népesség
A település népessége az elmúlt években az alábbi módon változott:
| Lakosok száma | 475  | 370  | 369  | 357  | 466  | 465  | 467  | 483  | 467  | 436  |
|               | 1968 | 1982 | 1990 | 2006 | 2013 | 2015 | 2017 | 2019 | 2020 | 2022 |